# Vieille-Église-en-Yvelines
Vieille-Église-en-Yvelines település Franciaországban, Yvelines megyében. Lakosainak száma 618 fő (2022. január 1.). Vieille-Église-en-Yvelines Auffargis, La Celle-les-Bordes, Clairefontaine-en-Yvelines, Le Perray-en-Yvelines és Rambouillet községekkel határos.

## Népesség
A település népessége az elmúlt években az alábbi módon változott:
| Lakosok száma | 752  | 714  | 731  | 682  | 659  | 635  | 622  | 612  | 618  |
|               | 2013 | 2015 | 2016 | 2017 | 2018 | 2019 | 2020 | 2021 | 2022 |